# Hélice ajustável

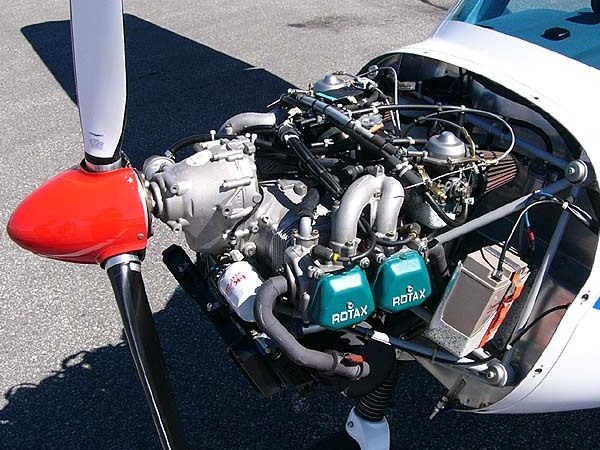
Hélice ajustável em solo instalada em um motor Rotax 912S, montado em um 3Xtrim 3X55 Trener.

Uma hélice ajustável é um modelo simples de hélice de passo variável, onde o ângulo da pá pode ser ajustado em limites predeterminados.  Este tipo de hélice pode ser ajustado apenas quando a aeronave está em solo e com o motor desligado. Para ajustar a hélice, as pás são desapertadas do cubo e então um novo ângulo de pá pode ser apertado.
Hélices ajustáveis são normalmente encontradas em aeronaves leves e ultraleves, sendo muito mais baratas e leves em peso do que hélices de passo variável. Apesar de ser muito menos versátil do que as hélices de passo variável, diferente de uma hélice fixa, pode ser otimizada para o peso e condições de voo atuais da aeronave.

## Fabricantes
- Arplast EcoProp[4]
- Ivoprop[5]
- Warp Drive Inc[6]
- Woodcomp[7]